# Dynastie Thục
La dynastie Thục, également connue sous le nom de An Dương Vương est une dynastie qui régna sur le Viêt Nam entre 257 et 207 av. J.-C., après avoir défait le Văn Lang et proclamé le royaume Âu Lạc, unissant les tribus Âu Việt et Lạc Việt. La capitale du royaume était Cổ Loa.